# Cahoot
cahoot é uma divisão exclusivamente online do Santander UK plc, a subsidiária britânica do Grupo Santander. Cahoot foi lançado em junho de 2000 como a marca de serviços bancários baseados na internet da Abbey National plc. A empresa está sediada em Belfast, na Irlanda do Norte.

## História
Houve várias instâncias de falhas de segurança ou operacionais com o site. O lançamento inicial do banco em 2000 resultou no colapso do site. Em novembro de 2004, ocorreu um incidente de segurança em que foi revelado que as contas dos clientes poderiam ser acessadas sem passar por procedimentos de segurança, após uma atualização no sistema de banco online.
De 15 a 16 de outubro de 2008, a seção segura do site Cahoot ficou indisponível devido a um blecaute de energia na Espanha, segundo informado pela Cahoot. Embora a página principal do site funcionasse normalmente, os clientes não conseguiram fazer login para acessar suas economias, impossibilitando o acesso às contas e a realização de transações. Os funcionários do centro de atendimento também não puderam realizar transações para os clientes. Os clientes puderam acessar suas contas normalmente novamente em 17 de outubro de 2008.
Antes da aquisição do banco-mãe Abbey pelo Santander, a Cahoot se recuperou dos problemas de lançamento e segurança, atingindo mais de 600.000 contas e uma significativa parcela do mercado de empréstimos não garantidos no Reino Unido. Ela foi consistentemente classificada em pesquisas da Consumers' Association e do The Guardian como um dos três melhores bancos do Reino Unido em termos de serviço e preço.[carece de fontes?]
Inicialmente liderada por Tim Murley, a função foi assumida por Tim Sawyer em novembro de 2002, sendo sucedido por John Goddard em setembro de 2005.
A Abbey foi renomeada sob a marca de sua empresa-mãe em janeiro de 2010, embora a Cahoot e outras marcas especializadas do banco tenham sido mantidas pelo Santander.

## Serviços
Cahoot opera como uma divisão da Santander UK e compartilha a licença bancária e a sede do Santander. Seu modelo de negócios envolve uma equipe operacional reduzida, com os serviços de TI terceirizados em 2003 para a IBM, usando o modelo "Software on Demand". Seu centro de atendimento opera com uma equipe básica, em comparação com a maioria dos centros de atendimento, e não possui funcionários especializados que aconselham sobre produtos específicos; em vez disso, a equipe recebe treinamento em uma ampla variedade de produtos. Em 2022, os produtos disponíveis para novos clientes são contas de poupança e empréstimos pessoais.
Até 2006, a Cahoot também fornecia cartões de crédito, mas eles foram encerrados para novos negócios. Até outubro de 2009, também havia um "Webcard" que gerava um número de cartão único para cada transação online (número de pagamento controlado), como medida de combate à fraude de cartões. Um serviço flexível de empréstimos foi descontinuado no segundo trimestre de 2009 a 2010, e posteriormente foi descoberto que a alta taxa de juros do produto (cerca de 22%) havia sido "congelada" e transferida para o Santander em algum momento. O empréstimo flexível foi projetado como uma facilidade de crédito, semelhante a um cartão de crédito, para emprestar e pagar conforme necessário, oferecendo taxas de juros atraentes no início.
A Cahoot também fornecia contas correntes, mas retirou-as de novos negócios em fevereiro de 2010. Antes de janeiro de 2010, a Cahoot informou aos clientes que os limites de empréstimo haviam sido "revisados" e deu um aviso de 30 dias de que o serviço de retirada seria encerrado. Em 7 de junho de 2015, a Cahoot deixou de pagar juros sobre os saldos das contas correntes. Em abril de 2020, a Cahoot retirou a facilidade de cheque especial sem juros em suas contas correntes.
A Cahoot introduziu o serviço de Pagamentos Mais Rápidos em 1º de janeiro de 2012, na data mais recente possível de acordo com as regulamentações da Financial Services Authority.[carece de fontes?]